# Echtenerbrug
Echtenerbrug – wieś w Holandii w prowincji Fryzja, w gminie De Fryske Marren, nad jeziorem Tjeukemeer. W 2023 roku wieś liczyła 995 mieszkańców.